# بطنا (قرية)
تقع قرية بطنا جنوب غرب الأردن، وتعتبر إحدى ضواحي مدينة السلط، وتقع على الطريق المؤدي إلى يرقا، وعيرا، وادي شعيب، وما بعدها. وتطل جبالها على غور الأردن والضفة الغربية.
وتشتهر بكرومها الجميلة ومزارعها، وآثارها القديمة، ومنها البيزنطية والرومانية والإسلامية، وأهمها مقام النبي أيوب،. ومن معالمها أيضاً بعض الآبار الأثرية القديمة التي أعاد السكان استصلاحها واستخدامها، وأشهرها  بئر السيح، التي تعود ملكيتها الآن إلى أبناء سالم أحمد المبارك الوشاح، ويصفها أهل المنطقة بأن عمقها يصل إلى عشرات الأمتار، ومساحتها واسعة، وداخلها غرف، وهناك مصاطب وجلسات فيها. ويرتبط اسم البئر بقصص شعبية وأساطير إحداها تركز على أن بنات النبي شعيب  كن يصلن إليها، ويردن مائها. وغير معروف مدى صحة هذه الروايات.
ويبلغ عدد سكان قرية بطنا حوالي 1500 نسمة، وأغلب سكانها من العربيات، و الوشاحات والحياصات والنسور والحيارات والدبابسة وفيها بعض العائلات من العباد.
ويعمل سكان بطنا في الزراعة، وتربية الأغنام، وفي الوظائف الحكومية.
وكانت قرية بطنا قد شهدت تشكيل أول مجلس قروي فيها عام 1980 برئاسة عبد الكريم محمود الوشاح، غير أنه تم حل المجلس فيما بعد وإلحاق القرية ببلدية السلط، بحكم قربها من المدينة، وتتبع إداريا في الوقت الحالي لبلدية السلط الكبرى - محافظة البلقاء.

## اقرأ أيضا
الدرادكة

## المصدر
- مفلح العدوان: تحقيق صحفي، جريدة الرأي الأردنية، تاريخ 29-7-2006,بتصرف.

## وصلات خارجية
- بطنا من قرى السلط